# Tietê Vôlei Clube
A  Tietê Vôlei Clube, mais conhecido como Sollo/Tietê, foi uma entidade desportiva, fundando em Tietê, que desenvolveu um trabalho profissional no voleibol feminino e foi campeão no Campeonato Sul-Americano de Clubes Campeões de 1996 no Peru.

## História
O clube foi fundado em 9 de setembro de 1987, inscrito com CNPJ de número 57.049.462/0001-10, mas, foi  no final de 1993 que surgia o time profissional de vôlei indoor no naipe feminino.
Na temporada 1994-95,  surgia a nomenclatura de Superliga Brasileira A para a competição nacional brasileira da modalidade e equipe se reforçou com a levantadora Fofão, ex-Colgate, foram cntratadas também as irmãs Ângela Moraes e Andréa Moraes, Popó e Analirdes, sob o comando do técnico Cacá Bizzocchi, ao final terminaram na quinta posição.
Em 1995 foi vice-campeão no Campeonato Paulista e na Superliga Brasileira A 1995-96 conquistaram o bronze, e estavam no elenco: Denise Nicolini, Virna Dias, Sandra Suruagy, Ângela Moraes, Maria Estela Junior, Andréa de Moraes,  Shily Lopes Galvão, Ana Beatriz Chagas, Fátima Santos, Juliana Leite, Hélena Schincariol Vercellino e Andréa Teixeira.
Em 1996 conquista o título do Campeonato Sul-Americano de Clubes Campões em Lima, este sem a chancela da Confederação Sul-Americana de Voleibol, após conquista perdeu o patrocínio do time e sem patrocínio montou a equipe com Jaline PradoJoelma Perandre Moraes, Kátia Ramos dos Santos, Evelaine Domingues, Mônica Arantes Wagner, Karyn Roberta dos Santos
Tatiana Macéa, Hedla Farias, Silmara Belo Somini, Gislene Hesse Lima de Souza, e Magda Roberta Camargo e Anne Caroline Duarte, sob o comando de Dagoberto Camargo e finalizaram na décima posição.

## Títulos e resultados
Mundial de Clubes:0
 Campeonato Sul-Americano de Clubes Campeões:1
- Campeão:1996

  Superliga Brasileira:0
- Terceiro posto:1995–96

  Campeonato Paulista:0
- Vice-campeão:1995